# Hangosfilm

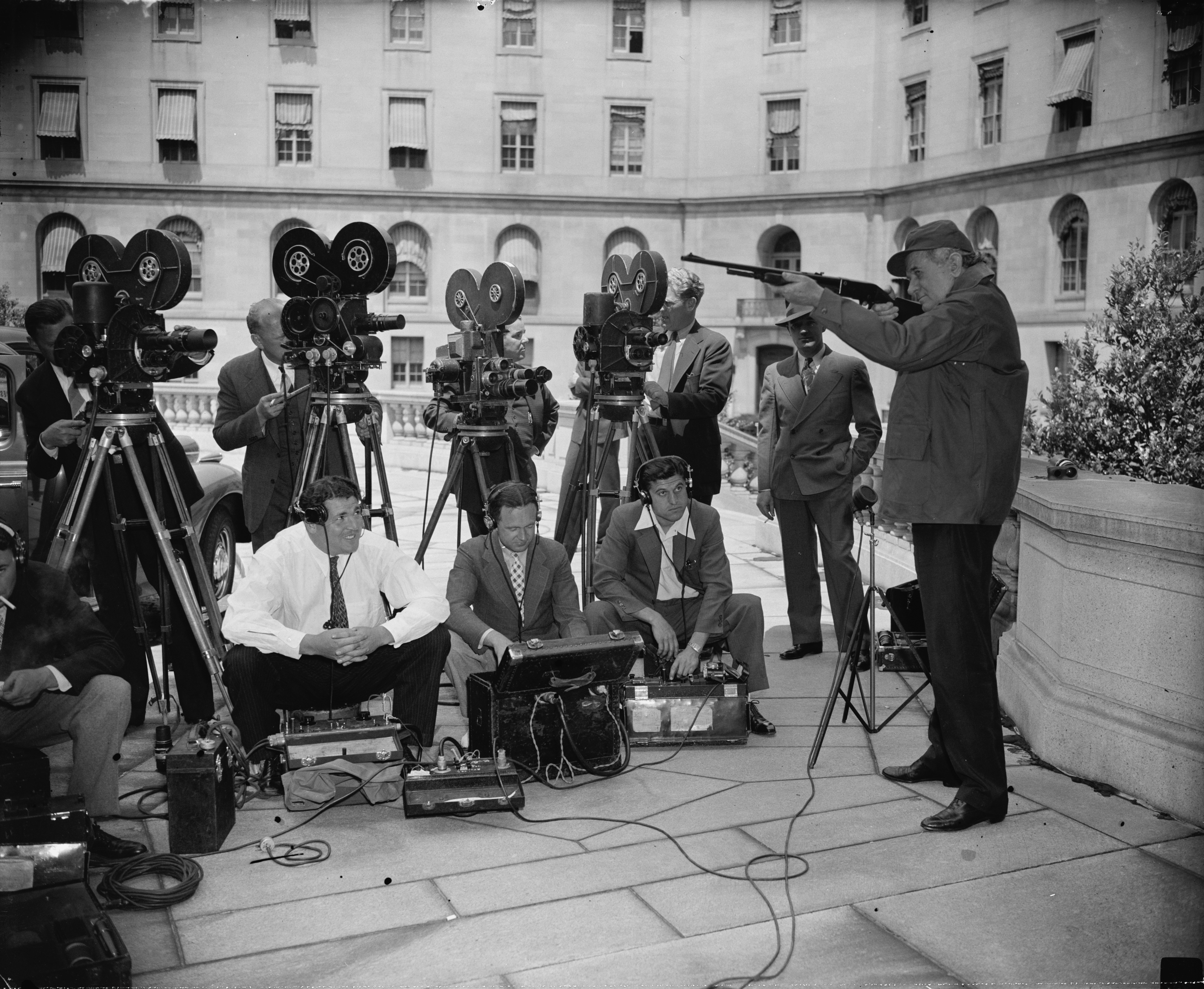

A hangosfilm („beszélőfilm”) olyan mozi, melyben a mozgóképeket hang kíséri.

## Története
A mozi a 19. század végén némafilmként alakult ki; a 20. század harmincas éveiig fennmaradt az a szokás, hogy a némafilmek vetítését élőben, általában zongorista vagy orgonista, ritkábban zenekar kísérte. A filmes hang a huszadik század elején képekkel nem szinkronizált hangként született; a húszas évek közepétől terjedt el a 78 rpm-es hanglemez használata zenei kíséretre. A lemezeket speciális gramofonokon játszották le, amelyek alkalmasak voltak arra, hogy a zene betölthesse a helyszínt.

### Az úttörők
A hang és kép szinkronizálásának egyik úttörője a francia Eugène Augustin Lauste volt, aki megtervezte az első hangosfilmoptikai rendszereket, és 1906-ban szabadalmaztatta azt a keskeny fénysugarat, amely nélkülözhetetlen ahhoz, hogy a közvetlenül a filmszalagra rögzítsen hangot a képek mellé, és 1911-ben bemutatta az Egyesült Államokban.
A szinkronhang prototípusát 1914-ben a messinai Giovanni Rappazzo is megalkotta, akinek a szabadalmát 1921-ben jegyezték be, de az 1924-ben lejárt, mielőtt tulajdonosa kihasználhatta volna az előnyöket, megszerezve a megújításhoz szükséges anyagi forrásokat. Ugyanebben az évben a Fox Film Corporation viszont szabadalmaztatott egy olyan rendszert, amely megegyezik Rappazzóéval, aki naiv módon az amerikai filmtársaságot ellátta terveivel és egy hangosfilmes példánnyal: a történet ebben teljesen hasonló volt Antonio Meucci esetében a telefon feltalálásával.

### Elterjedése
Az első filmgyártó cég, amely szinkronhangot rögzített, a Warner Bros. volt, amely 1925-ben megvásárolta a Western Electric cégtől a Vitaphone rendszert, amelyben a hangot egy 16 hüvelykes vinil hanglemezre rögzítették 33⅓ fordulat/perc szögsebességgel.
A Warner által kereskedelmi forgalomba hozott első hangosfilm a Don Giovanni és Lucrezia Borgia volt, amelynek első fizetett nyilvános vetítése a New York-i Warner Theatre-ben volt 1926. augusztus 6-án. A közönség akkor először hallhatott olyan hangeffektusokat, mint a kardok összecsapása párbaj közben, és a képekkel szinkronizált zenét, amelyet kifejezetten az egyes szekvenciák kommentálására írtak.

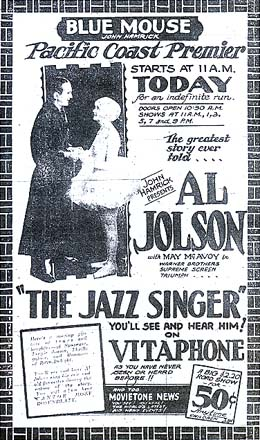
A dzsesszénekes, aki a filmet a Vitaphone-ban, a híradót pedig Movietone-ban hirdeti

A képekkel szinkronizált hang nyilvánvalóan lehetővé tette olyan filmek létrejöttét is, amelyekben a hangeffektusok és a zene mellett párbeszédek is hallatszottak, vagyis a beszélő mozi megszületését tette lehetővé. Az első ilyen típusú film – maga a Warner készítette és először 1927. október 27-én bemutatott – A jazzénekes volt, melyben a különböző dalok mellett a főszereplő közönséghez intézett egyetlen mondata, valamint egy rövid párbeszéde hallható az anyjával. Az első teljes egészében beszélt párbeszédekből álló hangosfilm a Lights of New York volt, melyet szintén a Warner mutatott be 1928. június 8-án. Az, hogy a közönség egyértelműen a hangosfilmeket részesíti előnyben, hamarosan a némafilm hanyatlását idézte elő.
Az első Olaszországban készült hangosfilm Alessandro Blasetti Resurrectiója (1930) volt, amely azonban kereskedelmi okokból csak 1931-ben került a mozikba, és így megelőzte Gennaro Righelli La canzone dell’amore (1930) című filmje.

## Szabványok
A szinkronizálás szabványa még nem alakult ki: Amerikában és Európában addig különböztek egymástól a rendszerek, amíg létre nem jöttek azok a protokollok, amelyek egységesítették műszaki jellemzőiket, érvényessé téve azokat az egész világon, és a hálózat váltakozó áramának frekvenciáját vették alapul. Az optikai hangrendszereket már a legkorábbi évektől kezdve tanulmányozták, és két típusuk volt:
- változó sűrűségű hangsáv, mint például a Fox Movietone és a Klangfilm;
- változó területű hangsáv, például RCA Photophone.

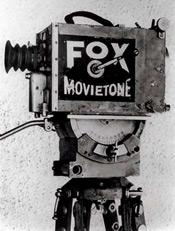
A Fox Movietone-filmkamera (1930)

A változó sűrűségű hangsáv nem volt túl sikeres, és hamarosan a filmeket változtatható területű hangsávval rögzítették, ami jobb hangminőséget és nagyobb biztonságot garantált. Valójában, ha a film előhívása nem volt tökéletes, a változó sűrűségű hangsáv is hallgathatatlan lehetett, míg a változtatható területű hangsáv nyomtatásának néhány tökéletlensége nem befolyásolta túlságosan a hangzást. Az optikai hangsáv szabványos helyzetét a film jobb oldalán rögzítették.
Ennél a rögzítési módnál a hangsáv rányomódik a filmre (a keret és a perforáció közé): vékony, átlátszó pályaként jelenik meg sötét háttéren, amelynek szélei hullámosak (változó szélességű sáv). A vetítés során az optikai pálya egy fotocella előtt halad el, és egy gerjesztőlámpa világítja meg. A fénysugarat az optikai nyomvonal úgy modulálja, hogy változó intenzitással takarja a fotocellát, ami viszont ezt a változó intenzitású fényt gyenge elektromos árammá alakítja, amely akusztikusan felerősítve hangot kelt. A rögzítési paraméterek meghatározásában olyan cégek segítettek, mint az RCA és a Kodak.

### Dolby
1965-ben a Ray Dolby bemutatta az első rendszert a filmek háttérzaj csökkentésére, a Dolby A-t, amely később a kifinomultabb Dolby Spectral Recording rendszerré fejlődött. Szintén a Dolbytól származik a jelenleg legelterjedtebb rendszer, a Dolby Digital, amely 5 csatornás (három elülső és két surround) digitális formátumban rögzíti a hangot kiterjesztett sávval, és egy kifejezetten alacsony frekvenciájú effektusokra az 5.1-et sakktáblaszerűen, amelyek mindegyike pontokból áll: egy bit az egyik és a másik perforáció között a film két oldalán. Létezik még Dolby Digital Surround Ex, ahol az EX a kiterjesztett kifejezést jelenti, plusz egy hátsó térhatású csatorna, amelyet mátrixozással lehet megoldani, mint a dolby sztereóban. A Dolby jelenleg a 7.1-es sztereoszkópikus 3D-s mozihoz ajánlja, amely 5.1-es bal és jobb háttérrel rendelkezik, amely független az oldalsó bal és jobb oldali környezettől.

### Egyéb rendszerek
Más rendszerek is megjelentek, mint például a 7.1 típusú Sony SDDS (a középső jobb és bal középső csatornák is hozzáadásra kerülnek, hogy hanggal töltsék meg a nagy képernyőket), amelynek oszlopa lilával van nyomtatva a külső oldalon. A film élei, valamint a DTS rendszer – 5.1, de a DTS ES 6.1 is – azonban nem valódi hangsáv, mivel egy kis sávból áll, amely a normál oszlop és a keret között van elhelyezve, és amely egy külső hangforrás szinkronizálására szolgál (ajánlott CD-k speciális lejátszója) a kivetített képpel. Előnye, hogy a hangminőség változatlan marad a film sokszori vetítés okozta kopása ellenére; a nyelv cseréje is lehetséges egyszerűen a CD cseréjével.
Az analóg hangsáv továbbra is együtt létezik a digitális rendszerekkel, különösen tartalék funkcióként, a digitális rendszerek meghibásodása vagy olvasási nehézségei esetén, ami nem is olyan valószínűtlen, tekintettel a film széleinek mechanikus érintkezésére a vetítés során. Az is igaz, hogy a világ nem minden filmszínháza van felszerelve digitális audiorendszerrel.

## Fordítás
- Ez a szócikk részben vagy egészben  a   Cinema sonoro című olasz Wikipédia-szócikk ezen változatának fordításán alapul.  Az eredeti cikk szerkesztőit annak laptörténete sorolja fel. Ez a jelzés csupán a megfogalmazás eredetét és a szerzői jogokat jelzi, nem szolgál a cikkben szereplő információk forrásmegjelöléseként.